# De Vier van Noord-Holland 3 2024
De schaatsmarathon De Vier van Noord-Holland 3 2024 was de elfde wedstrijd van het marathonseizoen 2024/2025 en de tweede van de vier wedstrijden van de De Vier van Noord-Holland 2024 die op zaterdag 14 december 2024 plaatsvond op ijsbaan IJsbaan Haarlem in Haarlem. Het is de allereerste keer dat de De Vier van Noord-Holland is gehouden.
Bart Hoolwerf heeft bij de mannen de derde wedstrijd in gewonnen. De vissenpakdrager was in de massasprint sneller dan de Belg Bart Swings en Jorian ten Cate. Met zijn overwinning deed Hoolwerf goede zaken voor de winst in de vierdaagse die morgen in Amsterdam de finale kent. Met een gat van twintig punten staat Harm Visser na een vierde plaats op de tweede plaats in de tussenstand. Swings en Ten Cate, die zijn allereeste podiumplaats op het hoogste niveau behaalde, volgen daar kort achter.
Ook het derde deel van het Noord-Hollandse marathonvierluik is gewonnen door Marijke Groenewoud. Net als eerder in Alkmaar en Hoorn was Groenewoud ook in Haarlem de snelste van het peloton in de massasprint. In een levendige koers, waar echter geen aanval wegbleef, toonde Jet Fransen in de finale zich nog in een solo-aanval. Maar Fransen werd door het sprintende peloton weer bijgehaald. Bente Kerkhoff werd weer tweede, Lianne van Loon mocht als de nummer drie naar het podium. Thuisrijdster Esther Kiel verstevigde haar grip op het lotensprintpak.

## Tijdschema
| Datum                     | Tijd (CET) | Onderdeel           |
| ------------------------- | ---------- | ------------------- |
| Zaterdag 14 december 2024 | 19:45      | Top-divisie vrouwen |
| Zaterdag 14 december 2024 | 20:05      | Top-divisie mannen  |

## Podia
| Klasse              | Eerste             | Tweede         | Derde           |
| ------------------- | ------------------ | -------------- | --------------- |
| Top-divisie mannen  | Bart Hoolwerf      | Bart Swings    | Jorian ten Cate |
| Top-divisie vrouwen | Marijke Groenewoud | Bente Kerkhoff | Lianne van Loon |

## Uitslag Top-divisie mannen[2]
| #      | Schaatser           | Nationaliteit | Ploeg                                | Ronde | Punten |
| ------ | ------------------- | ------------- | ------------------------------------ | ----- | ------ |
| Goud   | Bart Hoolwerf       | Nederland     | Team Reggeborgh                      | 120   | 35,1   |
| Zilver | Bart Swings         | België        | OKAY/Interfarms                      | 120   | 29     |
| Brons  | Jorian ten Cate     | Nederland     | OKAY/Interfarms                      | 120   | 24     |
| 4      | Harm Visser         | Nederland     | Team Essent                          | 120   | 20     |
| 5      | Daan Gelling        | Nederland     | Royal A-ware                         | 120   | 17     |
| 6      | Christian Haasjes   | Nederland     | Bouwselect / De Haan Westerhoff      | 120   | 15     |
| 7      | Lars Woelders       | Nederland     | Sprog                                | 120   | 14     |
| 8      | Wisse Slendebroek   | Nederland     | Royal A-ware                         | 120   | 13     |
| 9      | Jeroen Janissen     | Nederland     | OKAY/Interfarms                      | 120   | 12     |
| 10     | Jordy Harink        | Nederland     | Royal A-ware                         | 120   | 11     |
| 11     | Ruben Ligtenberg    | Nederland     | Sprog                                | 120   | 10     |
| 12     | Luc ter Haar        | Nederland     | Bouwselect / De Haan Westerhoff      | 120   | 9      |
| 13     | Evert Hoolwerf      | Nederland     | Team Reggeborgh                      | 120   | 8      |
| 14     | Axel Koopman        | Nederland     | VGR Sport / Galesloot constructie    | 120   | 7      |
| 15     | Miguel Bravo        | Portugal      | A6.nl / KMC                          | 120   | 6      |
| 16     | Kevin van der Horst | Nederland     | Royal A-ware                         | 120   | 5      |
| 17     | Joram Verkerk       | Nederland     | VGR Sport / Galesloot constructie    | 120   | 4      |
| 18     | Homme Jan de Groot  | Nederland     | Team Essent                          | 120   | 3      |
| 19     | Bart Mol            | Nederland     | A6.nl / KMC                          | 120   | 2      |
| 20     | Joël Haasjes        | Nederland     | Arbeidsrecht de Graaf (schaatsploeg) | 120   | 1      |

120 ronden
1:03:43uur (gem. 31,9sec) 45,2km/h

## Uitslag Top-divisie vrouwen[3]
| #      | Schaatser              | Nationaliteit | Ploeg                                        | Ronde | Punten |
| ------ | ---------------------- | ------------- | -------------------------------------------- | ----- | ------ |
| Goud   | Marijke Groenewoud     | Nederland     | Team Albert Heijn Zaanlander                 | 80    | 35,1   |
| Zilver | Bente Kerkhoff         | Nederland     | Team Albert Heijn Zaanlander                 | 80    | 29     |
| Brons  | Lianne van Loon        | Nederland     | OKAY/Interfarms                              | 80    | 24     |
| 4      | Elsemieke van Maaren   | Nederland     | OKAY/Interfarms                              | 80    | 20     |
| 5      | Gioya Lancee           | Nederland     | Puur ICT-BTZ                                 | 80    | 17     |
| 6      | Esther Kiel            | Nederland     | Puur ICT-BTZ                                 | 80    | 15     |
| 7      | Evelien Vijn           | Nederland     | Puur ICT-BTZ                                 | 80    | 14     |
| 8      | Sofia Schilder         | Nederland     | Wokke Vastgoed                               | 80    | 13     |
| 9      | Tessa Snoek            | Nederland     | VGR Sport / Vreugdenhil Dairy Foods          | 80    | 12     |
| 10     | Tjilde Bennis          | Nederland     | Turner                                       | 80    | 11     |
| 11     | Janne Berkhout         | Nederland     | Turner                                       | 80    | 10     |
| 12     | Kim Talsma             | Nederland     | Bouwbedrijf De Vries                         | 80    | 9      |
| 13     | Hilde Noppert          | Nederland     | Bouwbedrijf De Vries                         | 80    | 8      |
| 14     | Eline van Voorden      | Nederland     | Fortune Coffee                               | 80    | 7      |
| 15     | Anna Marit Sybrandi    | Nederland     | Boltric                                      | 80    | 6      |
| 16     | Brit Qualm             | Nederland     | VGR Sport / Vreugdenhil Dairy Foods          | 80    | 5      |
| 17     | Loesanne van der Geest | Nederland     | VGR Sport / Vreugdenhil Dairy Foods          | 80    | 4      |
| 18     | Iza Stekelenburg       | Nederland     | OCRE                                         | 80    | 3      |
| 19     | Lidia Tempert          | Nederland     | Skadi / P&G Safety / Mark Bouman Grondwerken | 80    | 2      |
| 20     | Beau Wagemaker         | Nederland     | A6.nl / KMC                                  | 80    | 1      |

80 ronden
0:46:33uur (gem. 34,9sec) 41,2km/h

### Snelste wedstrijdgemiddelde
| Klasse              | Snelste gemiddelde       | Tijd     | Ronden | Schaatsster        | Nationaliteit | Ploeg                        |
| ------------------- | ------------------------ | -------- | ------ | ------------------ | ------------- | ---------------------------- |
| Top-divisie Mannen  | 45,2 km/h (gem. 31,9sec) | 01:03:43 | 120    | Bart Hoolwerf      | Nederland     | Team Reggeborgh              |
| Top-divisie Vrouwen | 41,2 km/h (gem. 34,9sec) | 00:46:33 | 80     | Marijke Groenewoud | Nederland     | Team Albert Heijn Zaanlander |

Marathon Cup 1 · 
Marathon Cup 2 · 
Marathon Cup 3 ·
Marathon Cup 4 · 
Marathon Cup 5 · 
Marathon Cup 6 · 
Marathon Cup 7 · 
Marathon Cup 8 · 
De Vier van Noord-Holland 1 · 
De Vier van Noord-Holland 2 · 
De Vier van Noord-Holland 3 · 
De Vier van Noord-Holland 4 · 
Marathon Cup 9 · 
NK kunstijs · 
Marathon Cup 10 · 
Marathon Cup 11 · 
Marathon Cup 12 · 
Marathon Cup 13 · 
Grand Prix 1 · 
Open NK natuurijs · 
Grand Prix 2 · 
Grand Prix 3 · Marathon Cup 14 · 
Marathon Cup 15 · 
Grand Prix 4 · 
Grand Prix 5 · 
Grand Prix 6 ·  
Marathon Cup 16  · 
Klassementen: KNSB Cup ·
Jongeren · 
Ploegen ·
Grand Prix ·
Club-assistent Brabantcup ·
De Vier van Noord-Holland
Lijst van schaatsmarathonrijders 2024/2025